# Stade Clarke
Le Stade Clarke (anglais : Clarke Stadium) est un stade situé à Edmonton, Alberta, Canada. Bien qu'il fût un stade destiné spécifiquement au football canadien à l'origine, il est aujourd'hui devenu un stade multifonction.

## Histoire
Depuis 2012, le stade est le domicile du FC Edmonton, club évoluant dans la North American Soccer League puis dans la Première ligue canadienne,.